# Psychonotis nerine
Psychonotis nerine är en fjärilsart som beskrevs av Grose-smith 1899. Psychonotis nerine ingår i släktet Psychonotis och familjen juvelvingar. Inga underarter finns listade.